# Malus halliana
Malus halliana, el Manzano chino de Hall, es una especie arbórea de la familia de las Rosáceas. Su nombre chino es chui si hai tang. Generalmente se considera que es originario de China, pero esto ha sido objeto de discusión. Se cultiva en otros lugares como un árbol ornamental por sus flores, abundantes, fragantes y de color rosado.

## Descripción
Es un árbol que alcanza un tamaño de 5 m de altura. Las ramillas de color púrpura o violáceo marrones, cilíndricas, delgadas, pubérulas cuando jóvenes, glabrescentes; los brotes de color púrpura marrón, de forma ovoide, glabros. Estípulas caducas, lanceoladas, pequeñas, de 4-6 mm, membranosas, la lámina de la hoja verde oscura y, a menudo teñida de púrpura adaxialmente, ovadas , elípticas o angostamente elípticas, de 3.5-8 × 2.5-4.5 cm,  base cuneada o redondeada, el margen obtuso serrulado, largamente acuminado el ápice. La inflorescencia en corimbo de 4-6 cm de diámetro con 4-6 flores. Las flores de 3-3.5 cm de diámetro. Hipantio glabros abaxialmente. Sépalos triangular-ovados, de 3-5 mm,  tan largos o ligeramente más cortos que el hipanto. Los pétalos  rosa, obovados, de 1,5 cm. El fruto es un pomo piriforme morado, o obovoide, de 6-8 mm de diámetro.  Fl. mar-abr, fr. septiembre-octubre.
Malus halliana es similar a Malus baccata, que se diferencia por sus hojas, pétalos blancos serrulados y sépalos apicalmente acuminados  más grandes que el hipanto.

## Distribución y hábitat
Se encuentra en matorrales en las laderas o por los arroyos; desde el nivel del mar hasta los 1200 m de altitud, en Anhui, Guizhou, Hubei, Jiangsu, Shaanxi, Sichuan, Yunnan y Zhejiang en China.

## Taxonomía
Malus halliana fue descrita por Bernhard Adalbert Emil Koehne y publicado en Die Gattungen der Pomaceen 27, en el año 1890.
Citología
El número de cromosomas es de:  2n = 34 *, 51 *
Sinonimia
- Malus domestica var. halliana (Koehne) Likhonos
- Malus floribunda var. parkmannii Koidz.
- Pyrus halliana (Koehne) Voss[6]